# Ozelot
Ozelot (Leopardus pardalis) är ett litet kattdjur som lever i Syd- och Centralamerika.

## Systematik och utbredning
Ozeloten lever främst i Centralamerika och i norra och mellersta Sydamerika. Begränsning i norr är Texas och i söder Argentina. Den är troligen utdöd i Uruguay. 
Ozeloten är ett kattdjur som placeras i underfamiljen Felinae som omfattar de mindre arterna inom gruppen. Den beskrevs första gången taxonomiskt av Carl von Linné 1758 i den tionde upplagan av hans verk Systema naturae. Dess artepitet pardalis betyder ungefär "liten leopard". Trivialnamnet ozelot härstammar från nahuatl-språkets ocelotl och aztekiskans tlalocelot.
Wilson & Reeder (2005) delar upp arten i tio underarter med följande utbredning:
- Leopardus pardalis pardalis, vid Amazonfloden
- Leopardus pardalis aequatorialis, norra Anderna
- Leopardus pardalis albescens, Mexiko och Texas
- Leopardus pardalis melanurus, Venezuela, Guyana, Trinidad
- Leopardus pardalis mitis, Argentina och Paraguay
- Leopardus pardalis nelsoni, Mexiko
- Leopardus pardalis pseudopardalis, Colombia
- Leopardus pardalis pusaeus, Ecuador
- Leopardus pardalis sonoriensis, Mexiko
- Leopardus pardalis steinbachi, Bolivia

## Utseende
Ozeloten är 68–100 cm lång, och har utöver det en svans på 26–45 cm. Den väger 8–18 kg men enskilda individer kan bli betydligt större än genomsnittet. Mankhöjden ligger på 45 cm. I förhållande till kroppen är tassarna stora varför arten på spanska fick namnet "manigordo", som betyder "stor fot". Artens tandformel är I 3/3 C 1/1 P 3/2 M 1/1, och den har alltså 30 tänder.
Ozeloten har gulbrun päls med ringformiga mörka fläckar. Innanför ringarna är pälsen mörkare än utanför. Vid halsen liknar fläckarna remsor och på benen punkter.

## Ekologi
Ozeloten föredrar regnskog och mangroveskog samt savann med högt gräs. Öppen terräng uppsöker den bara om natten. I bergstrakter förekommer arten vanligen upp till 1 200 meter över havet, i sällsynta fall upp till 3 000 meter.
Arten lever främst ensam och är huvudsakligen aktiv under dygnets mörka timmar. Under dagen vilar den i större trädhålor, gömd i högt gräs eller liggande på en gren. Den jagar mest på marken men klättrar och simmar bra. Bytesdjuren utgörs till cirka 65 procent av små gnagare, ungefär 15 procent av mindre kräldjur som ormar, cirka 5 till 10 procent av fåglar, cirka 5 till 10 procent av  medelstora däggdjur samt ungefär 5 procent av fiskar och kräftdjur. Till de vanligaste bytesdjuren räknas agutier, rörmöss, lansråttor (Echimyidae), pungråttor och bältdjur.
Ozeloten stannar alltid i samma område och hanarnas revir överlappar honornas. Hanens revir är upp till 31 km² stort (vanligen 4–18 km²) medan honans revir bara uppgår till 2–11 km².
Parningen kan ske året om men i tempererade trakter föds ungarna vanligtvis under hösten eller vintern. Två och en halv månader (79–85 dagar) efter parningen föder honan oftast 2 ungar, ibland 1 eller 3. Efter ungefär sex veckor slutar ungarna att dia, och ett år efter födseln är ungarna självständiga. Könsmognaden infaller för honor efter 18–22 månader och för hanar i genomsnitt efter 30 månader, i sällsynta fall redan efter 15 månader.

## Ozeloten och människor

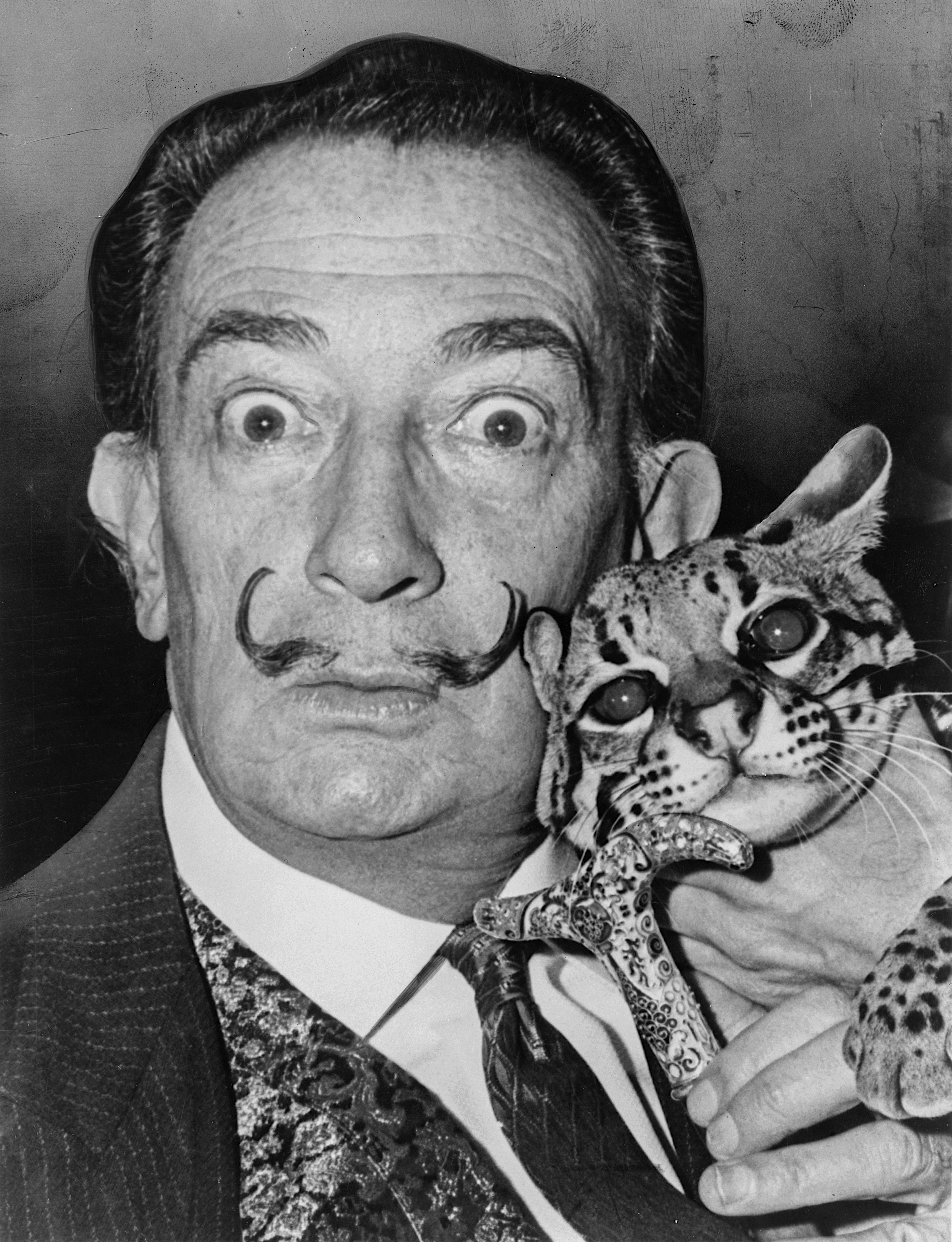
Salvador Dali med sin ozelot.

Ozelotpäls har varit mycket eftertraktat. Bara USA importerade 1969 cirka 133 000 pälsar och en ytterrock av ozelotpäls kostade vid denna tid cirka 40 000 amerikanska dollar. Därför var djurarten av IUCN tidvis listats som sårbar (VU). Idag är det förbjudet att handla med produkter som härstammar från ozelot. Det gäller också handel mellan privatpersoner samt försäljning av produkter i andra hand. För ozeloten finns dock hopp - i stora delar av dess utbredningsområde är utvecklingstrenden för arten positiv efter pälshandelsförbuden och sedan områdets tidigare topprovdjur, jaguaren, försvunnit eller minskat kraftigt.
Ozelotens päls har också gjort den eftertraktad som förebild inom tamkattavel och i vissa länder (främst USA) erkänns ocicat som officiell raskatt. Rasen har dock inga anlag från ozelot utan härstammar från abessinier och siames med inslag av amerikansk tabby (American Shorthair).
Salvador Dali hade en ozelot vid namn Babou som sällskapsdjur.
Ozelot fanns även att se på den numera nerlagda Hällingsjö Djurpark under tidigt 1960-tal.